# Скуратовы
Скуратовы — русский дворянский род.
При подаче документов для внесения рода в Бархатную книгу были поданы две родословные росписи Скуратовых:
1. Родословная роспись Скуратовых (выходцев из Польши) представлена Петром Скуратовым (9 ноября 1686) с приложением герба Скуратовых.
2. Родословная роспись Скуратовых (1686)[1].

Род Скуратовых внесён в VI часть родословной книги Тульской губернии.
Есть ещё 2 рода Скуратовых, восходящие ко 2-й половине XVII века и внесённые в VI часть родословной книги Тамбовской губернии.

## Происхождение и история рода
Имеется два рода:
1) Тульский и Тамбовский род происходящий от польского шляхтича Станислава Бельского, выехавшего к великому князю Василию Дмитриевичу (1389-1425). Правнук (III - колено) Станислава Бельского - Лукьян (Скурат) Афанасьев сын Бельский был отцом опричника Григория Малюты Скуратова.
Мария Скуратова (ум. 1605) — дочь Малюты Скуратова, русская царица (1598—1605), жена Бориса Годунова.
Брат Малюты Скуратова, Иван Скуратов, был родоначальником дворянского рода. Его правнук Дмитрий Фёдорович Скуратов († 1627) был воеводой в Вязьме (1622-1623), Мценске, Осколе и Крапивне. Сын его Пётр († 1687) был окольничим (1668) и воеводой в Белгороде (1658, 1660, 1663-1664, 1668 и 1675), Курске и Киеве. Афанасий Прокофьевич Скуратов написан в списке детей боярских и вёрстан поместным окладом (1678).
В XVII веке весьма многие Скуратовы служили стольниками, стряпчими и т. п.
2) Рязанский род происходящий от Филиппа с титулом "муж честен", выехавшего из Цесарской земли в великому князю Ивану Калите (1328-1340) и пожалован вотчинами в Юрьево-Польском уезде.  Филипп имел сына Григория Филипповича прозванием Станище и внука Лазаря Алексеевича, отчего потомки начали именоваться Лазаревы-Станищевы. Внук Лазаря, Прокофий (Скурат) Зиновьев сын Станищев  (VI-колено) родоначальник Скуратовых. В 1491 году был послом в Валахии. В 1495 году Прокофий Скурат, сопровождал в Литву великую княжну Елену Иоанновну.

## Описание гербов

#### Герб Скуратовых 1785 г.
В Гербовнике Анисима Титовича Князева 1785 года имеется изображение герба Скуратовых поданный (1686) в Палату родословных дел при родословной:   в красном поле щита, горизонтально, два серебряных меча с золотыми эфесами, между которыми находится серебряный месяц рогами вверх. Щит увенчан коронованным дворянским шлемом с пятью страусовыми перьями. Цветовая гамма намёта не определена.
В книге решённых дел Герольдмейстерской конторы имеется описание герба поданный в Разряд при родословной: два креста, один над другим и между ними месяц рогами книзу.

#### Герб. Часть VI. № 109.
Щит разделён на четыре части, из коих первая и четвертая имеют голубое, а вторая и третья красное поля; в сих полях изображены золотой лук с вложенной серебряной стрелой (польский герб Лук) и меч, остроконечиями вверх обращённые (скрещенные меч и стрела - изм. польский герб Пржестржал).
Щит увенчан дворянским шлемом и короной. Намёт на щите голубого и красного цвета, подложенный золотом.

## Известные представители
- Скуратов Владимир - погиб в бою с ногайскими татарами (1552), его имя записано в синодик Архангельского Кремлёвского собора на вечное поминовение[8].
- Скуратов Дмитрий Фёдорович - московский дворянин (1627).
- Скуратов Александр Петрович - стольник (1659-1692).
- Скуратов Григорий Петрович - стряпчий (1668-1676), стольник (1677-1692).
- Скуратов Порфирий Иванович - московский дворянин (1676-1677).
- Скуратов Фёдор Никитич - московский дворянин (1676-1692).
- Скуратов Иван Петрович - стряпчий (1677), стольник (1686-1692).
- Скуратовы: Никита Фёдорович, Иван Никитич, Иван Перфильевич - стряпчие (1692).
- Скуратов Степан Перфильевич - московский дворянин (1692).
- Скуратов Кирилл Никитич - стольник (1696)[9].